# Nunatak Cedomir/Yámana
El nunatak Yámana (según Argentina), nunatak Cedomir (según Chile) o nunatak Florence es un nunatak de 280 metros de altura, ubicado próximo a la península Potter, en el suroeste de la isla Rey Jorge/25 de Mayo, Shetland del Sur, Antártida.

## Toponimia
En Argentina, debe su nombre al remolcador ARA Yámana (A-6) de la Armada Argentina, que llevó a cabo trabajos hidrográficos en la bahía 25 de Mayo / Rey Jorge.
En Chile, debe su nombre a Cedomir Marangunic Damianovic, del Departamento de Geología de la Universidad de Chile y geólogo del Instituto Antártico Chileno, quien propuso un programa de investigaciones glaciológicas en la Antártida entre 1971 y 1972.
En idioma inglés, fue nombrado por el Comité de Topónimos Antárticos del Reino Unido en 1960 en referencia al buque ballenero estadounidense Florence que visitó las Shetland del Sur entre 1876 y 1877. Algunos miembros de la tripulación pasaron el invierno austral en la caleta Potter, sobreviviendo uno solo de ellos.
En 1956 el equipo británico del Falkland Islands and Dependencies Aerial Survey Expedition tomó fotografías aéreas del sector.

## Reclamaciones territoriales
Argentina incluye a la isla Rey Jorge/25 de Mayo en el departamento Antártida Argentina dentro de la provincia de Tierra del Fuego, Antártida e Islas del Atlántico Sur; para Chile forma parte de la comuna Antártica de la provincia Antártica Chilena dentro de la Región de Magallanes y de la Antártica Chilena; y para el Reino Unido integra el Territorio Antártico Británico. Las tres reclamaciones están sujetas a las disposiciones del Tratado Antártico.
Nomenclatura de los países reclamantes: 
- Argentina: nunatak Yámana[7][8]
- Chile: nunatak Cedomir[5]
- Reino Unido: Florence Nunatak[3]